# Hapaline celatrix
Hapaline celatrix är en kallaväxtart som beskrevs av Peter Charles Boyce. Hapaline celatrix ingår i släktet Hapaline och familjen kallaväxter. Inga underarter finns listade.